# Stenostomum virginianum
Stenostomum virginianum är en plattmaskart. Stenostomum virginianum ingår i släktet Stenostomum och familjen Stenostomidae. Inga underarter finns listade i Catalogue of Life.